# Sandnellike
Sandnellike (Dianthus arenarius), ofte skrevet sand-nellike, er en art af nellikeslægten. Planten bliver op til 20 cm høj og blomsterne er store og hvide med frynsede kronblade og blomstrer fra juni til august/september. Bladene er grå-grønne og meget smalle. Sandnellike findes oftest samlet i klynger på åbne sandede heder. 

## Hjemsted
Arten er udbredt fra det sydøstlige Europa (Kroatien og Rumænien) til Øst- og Centraleuropa med nordgrænsen i Sverige og Finland. Overalt er den knyttet til lysåbne, varme og kalkrige, men næringsfattige sandområder (klitter, bjergsider osv.).
I Toruń-dalen,som ligger i Pommeren, Polen, består landskabet af gamle indlandsklitter af typen ”grå klit”. Her findes lysåbne vegetationer, hvor arten vokser sammen med bl.a. almindelig engelsød, almindelig tørst, Cladonia arbuscula, Cladonia ciliata og Cladonia portentosa (arter af lavslægten Cladonia), Dicranum scoparium, Pleurozium schreberi og Polytrichum commune (arter af mos), dværgkirsebær, hedemelbærris, hulkravet kodriver, kranslilje, lav bakketidsel, liljekonval, nikkende kobjælde, sandstar, Scorzonera purpurea (en art af skorzoner), sibirisk kobjælde, stinkende sølvlys, Stipa joannis (en art af fjergræs), strandnellike og virgilasters

## Underarter
Der er fire, anerkendte underarter:
- Dianthus arenarius subsp. arenarius
- Dianthus arenarius subsp. borussicus
- Dianthus arenarius subsp. pseudoserotinus
- Dianthus arenarius subsp. pseudosquarrosus[3]